# 山田春三

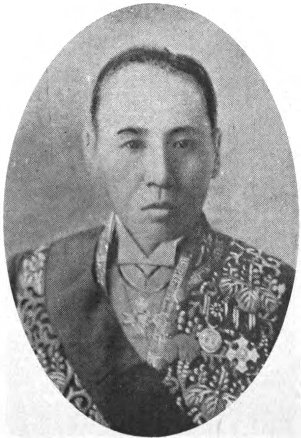
山田春三

山田 春三（やまだ しゅんぞう / はるぞう、1846年7月31日（弘化3年6月9日）- 1921年（大正10年）9月13日）は、明治から大正期の内務官僚・政治家。官選県知事、宮中顧問官、貴族院議員。旧姓、村岡。

## 経歴
長門国阿武郡、現在の山口県萩市で、長州藩士・村岡忠治の二男として生まれる。1874年（明治7年）11月、山田久允の養子となり、1876年（明治9年）6月、家督を相続した。
1875年（明治8年）山口県第十二大区学区取締に就任。萩の乱の功により、1877年（明治10年）山口県十等属・警部となる。以後、山口県警部長、岩手県警部長、岩手県権少書記官、山梨県・奈良県・愛知県・佐賀県・京都府の各書記官などを歴任。
1898年（明治31年）4月、福島県知事に就任。第2次山縣内閣の増税命令を実行しようとして県会と対立し、二度の県会解散を行った。1900年（明治33年）10月、埼玉県知事に転じた。1902年（明治35年）2月、静岡県知事となる。1904年（明治37年）1月、広島県知事に就任し、日露戦争の対応に尽力し、1907年（明治40年）1月まで在任した。
1906年（明治39年）12月15日、貴族院勅選議員に任じられ、研究会に属し死去するまで在任した。1912年（大正元年）9月4日、錦鶏間祗候を仰せ付けられた。
その他、宮中顧問官、久邇宮宮務監督などを務めた。

## 親族
- 二女 小山田コト（小山田勘二陸軍少将の妻）[4]

## 栄典
- 1903年（明治36年）5月30日 - 従四位[13]
- 1906年（明治39年）4月1日 - 勲二等旭日重光章[14]・明治三十七八年従軍記章[15]